# Три разговора между Гиласом и Филонусом
Три разговора между Гиласом и Филонусом (англ. Three Dialogues Between Hylas and Philonous) — сочинение английского философа, основоположника субъективного идеализма, Джорджа Беркли (1685—1753). Произведение в форме диалога было написано в 1713 году.
«Разговоры» стали четвёртым произведением Джорджа Беркли, написанным после «Опыта новой теории зрения» (1709), «Трактата о принципах человеческого знания» (1710) и трактата «Пассивное повиновение, или Христианская доктрина несопротивления высшей власти, доказанная и подтвержденная в соответствии с принципами Закона природы». «Трактат», в котором была впервые изложена философия имматериализма (субъективного идеализма), не был воспринят читателями, однако «Опыт» и «Пассивное повиновение» имели некоторый успех. «Разговоры» были изданы в январе 1713 года в Лондоне. После неудачи с «Трактатом» в «Разговорах» Беркли делает попытку представить свои идеи «в новом свете», изложив их более доступно и с более полным обоснованием. Несмотря на предпринятые усилия, «Разговоры» оказались не более успешными, чем «Трактат о принципах человеческого знания».
Наряду с первой частью «Трактата о принципах человеческого знания», «Разговоры» посвящены изложению философии имматериализма, то есть теории, отрицающей существование материальной субстанции. Доктрина утверждает, что есть два рода сущего: идеи и духи. Идеи — это пассивные воспринимаемые вещи, восприятия, являющиеся предметами познания духа. Дух (ум, душа, я) — это активная, воспринимающая вещь. Основным принципом имматериализма является лат. esse est percipi, «существовать — значит быть воспринимаемым». Главной целью как обоих данных трудов, так и всей своей жизни Беркли называет опровержение атеизма и скептицизма.
Диалоги ведут между собой Гилас, чьё имя отсылает к древнегреческому слову, обозначающему материю (др.-греч. ὕλη), и «любитель ума» Филонус. Первый занимает критическую позицию по отношению к философии Беркли, тогда как второй защищает имматериализм. В опровержение Гиласа, приводящего аргумент Джона Локка, что идеи мы воспринимаем непосредственно, а вещи — опосредованно, через идеи, Филонус утверждает, что то, что воспринимается опосредованно, воспринимается при посредстве какой-то непосредственно воспринимаемой идеи. Непосредственный объект восприятия может быть похож на другой (статуя Цезаря может напоминать о нём самом), или напоминать что-то иное (слыша звук проезжающей кареты, мы опосредованно воспринимаем саму карету). Отрицание существования материальной субстанции Беркли проводит через мысленный эксперимент, показывающий не необходимость её существования: можно вообразить «разумное существо, которое без содействия внешних тел претерпевает такой же ряд ощущений или идей, как и вы, запечатлеваемый в его уме в том же порядке и с такой же живостью». Под материей Беркли понимает инертную, неощущающую, невоспринимаемую субстанцию, что, по мнению философа, является внутренне противоречивым. Все существующее, по Беркли, есть либо дух, либо идея; материя не есть ни дух (поскольку она не активна), ни идея (поскольку она не воспринимается). Значит, материальной субстанции нет. В «Трактате» Беркли определяет дух как «простое, нераздельное, деятельное существо; как воспринимающее идеи, оно именуется рассудком; как производящее их или иным способом действующее над ними — волей». Из дальнейших рассуждений вытекало, что духовная субстанция опосредованно познается через идеи, и данный тезис он скорректировал в «Разговорах». В третьем диалоге Филонус утверждает, что своё существование он воспринимает непосредственно и интуитивно, и что интуитивное познание души не похоже на восприятие идей.
Книга посвящена Уильяму Беркли, 4-му барону Беркли Страттонскому, хранителю архивов Ирландии в 1696—1731 годах, канцлеру герцогства Ланкастер в 1710—1714 годах. При жизни Беркли «Разговоры» издавались трижды: в 1713, 1725 и 1734 годах. По сравнению с первыми двумя в текст третьего издания автором были внесены изменения.

## Издания
- Berkeley G. The Works of George Berkeley, Bishop of Cloyne. In Nine Volumes / Ed. T.E. Jessop. — Edinburgh : Thomas Nelson and Sons, 1949. — Vol. 2. — 165—263 p.
- Беркли Дж. Трактат о принципах человеческого знания и другие сочинения / Пер. с англ. Г.Г. Майорова, А.О. Маковельского, А.А. Васильева, Е.Ф. Дебольской, научный редактор — А.П. Беседин. — М. : Академический проект, 2020. — С. 167—247. — 554 с. — (Философские технологии). — ISBN 978-5-8291-3538-6.